# Liste des cours d'eau du Rio Grande do Sul
Cet article présente la liste des principaux cours d'eau de l'État du Rio Grande do Sul, au Brésil.

## Rios
- Haut – A
- B
- C
- D
- E
- F
- G
- H
- I
- J
- K
- L
- M
- N
- O
- P
- Q
- R
- S
- T
- U
- V
- W
- X
- Y
- Z

### A
- Rio Amandaú
- Rio das Antas

### B
- Rio Belo
- Rio Botucaraí
- Rio Buricá
- Rio Buriti

### C
- Rio Cacequi
- Rio Cadeia
- Rio Caí
- Rio dos Caixões
- Rio Camacuã
- Rio Camisas
- Rio Caracol
- Rio Carreiro
- Rio Caxambu
- Rio Cipamaroti
- Rio Comandaí
- Rio dos Corvos

### D
- Delta du Jacuí
- Rio Divisa
- Rio Dourado

### F
- Rio Forqueta

### G
- Rio Gravataí
- Rio Guaçú
- Rio Guaíba (est nommé rio, mais est considéré comme un lac où se jettent plusieurs fleuves)
- Rio Guaporé
- Rio Guarita

### I
- Rio Ibicuí
- Rio Ibicuí da Cruz
- Rio Ibicuí-Mirim
- Rio Ibidui da Armada
- Rio Ibirapuitã
- Rio Ibirapuitã Chico
- Rio Ibirubá
- Rio Ijuí
- Rio Ijuizinho
- Rio Iruí
- Rio Itu
- Rio Ituim
- Rio Ivaí

### J
- Rio Jaguarão
- Rio Jacuí
- Rio Jacuizinho
- Rio Jacuí-Mirim
- Rio Jaguari
- Rio Jaguarizinho

### L
- Rio Lajeado Grande

### M
- Rio Macaco
- Rio Mampituba
- Rio Mineiro
- Rio Maquiné
- Rio Maratá
- Rio Mauá
- Rio Muniz

### N
- Rio Negro

### O
- Rio Ogarantim
- Rio Ouro

### P
- Rio Paranhana
- Rio Pardinho
- Rio Pardo
- Rio Passo Fundo
- Rio Pelotas
- Rio Piaí
- Rio Pinhal
- Rio Piraju
- Rio Piratini
- Rio da Prata

### Q
- Rio Quaraí
- Rio Quebra-Dentes

### R
- Rio Rolante

### S
- Rio Santa Maria
- Rio Santa Rosa
- Rio Santo Cristo
- Rio São Lourenço do Sul
- Rio São Sepé
- Rio dos Sinos
- Rio Soturno

### T
- Rio Tainhas
- Rio Taquara
- Rio Taquari
- Rio Taquari-Mirim
- Rio da Telha
- Rio Toropi
- Rio Tramandaí
- Rio Três Forquilhas
- Rio Turvo

### U
- Rio Uruguai

### V
- Rio Vacacaí
- Rio da Várzea

## Arroios
- Arroio das Caneleiras
- Arroio Chuí
- Arroio do Quilombo
- Arroio Pelotas
- Arroio Piquiri

## Canal
- Canal de São Gonçalo

## Carte détaillée
- Carte